# Ithomia terra
Ithomia terra är en fjärilsart som beskrevs av William Chapman Hewitson 1852. Ithomia terra ingår i släktet Ithomia och familjen praktfjärilar. Inga underarter finns listade i Catalogue of Life.

## Bildgalleri

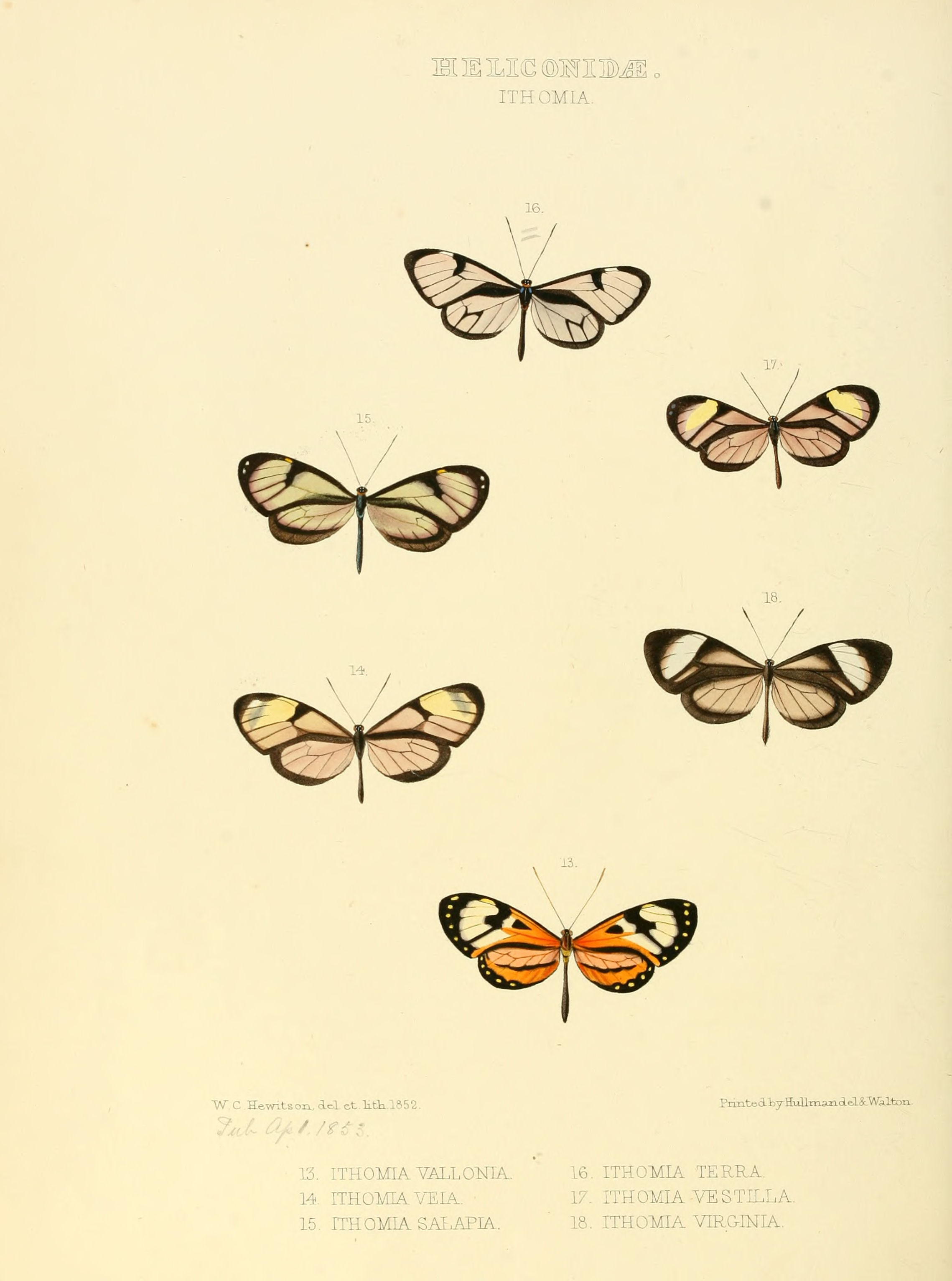